# Nordland (tidskrift)
Nordland var en svensk nynazistisk tidning, grundad 1993 under namnet Blod och Ära (efter den engelska organisationen Blood & Honour). Innehållet i tidningen kretsade huvudsakligen runt vit makt-musik. Tidningen lades ned 1999.